# Wurmautomat
Ein Wurmautomat, auch Köderautomat genannt, ist ein Verkaufsautomat für lebende Köder, zum Beispiel für Würmer, die von Anglern benutzt werden. Die gleiche Funktion erfüllt der Phasenköderautomat (beispielsweise für Garnelen), der 1993 im nordöstlichen Pennsylvania von Joe Meyer aus einem Sandwichautomaten entwickelt und ab 1995 von Bob Williams, modifiziert, vertrieben wurde. In einem Nährsubstrat, das in einem 0,5 l großen Vorratsbehälter zur Verfügung steht, werden oft Rot- oder Mistwürmer bevorratet. Zeitweise, um Regen zu simulieren, werden elektrische Impulse eingeleitet, um die Würmer zu veranlassen, sich der Oberfläche der Nährlösung zu nähern. In Verbindung mit Heizung und konstant hoher Feuchte wird eine um acht – bis neun höhere Vermehrung und ein schnelleres Wachstum erwartet.

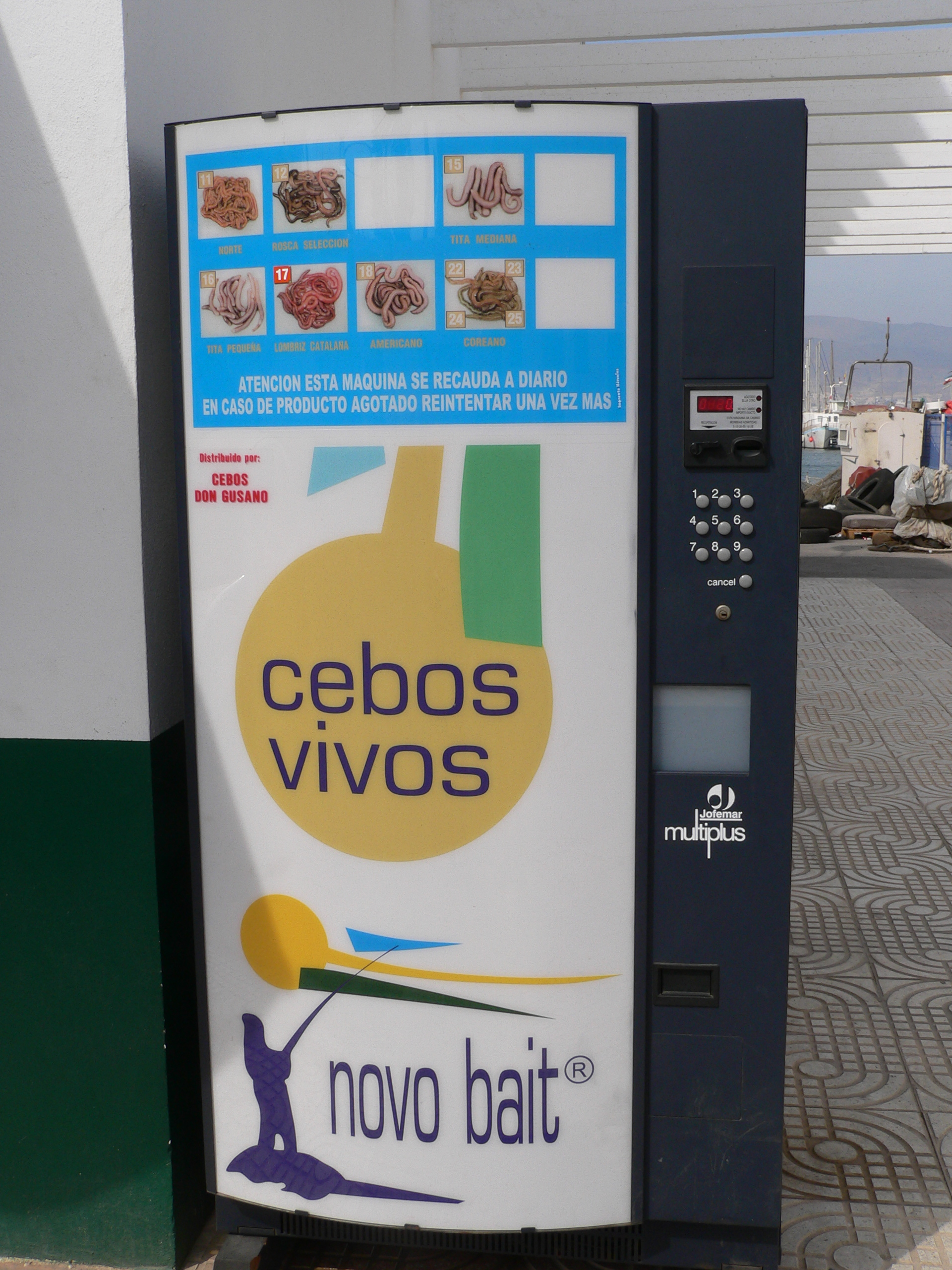
Wurmautomat im Hafen von Roquetas de Mar
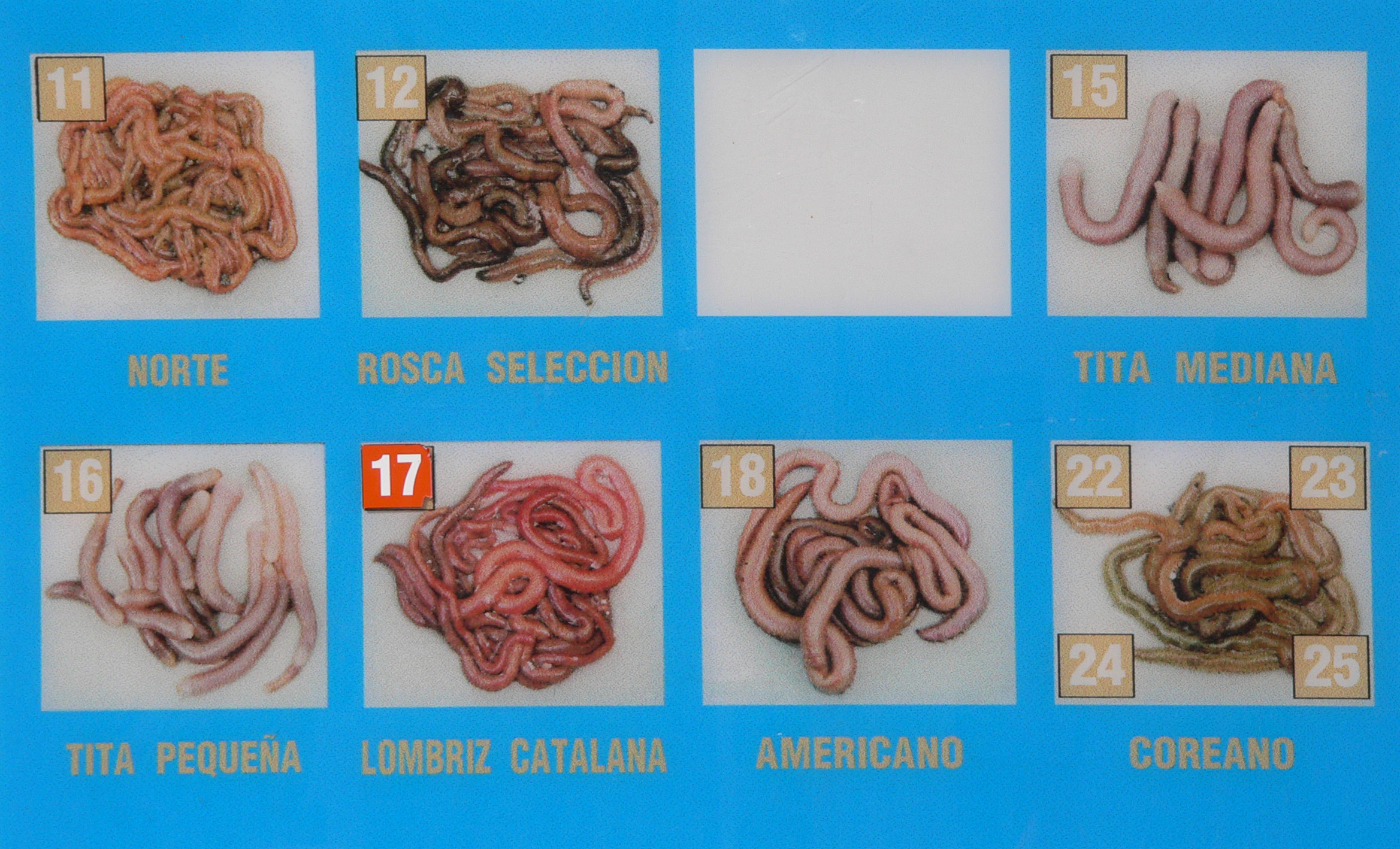
Auswahldisplay

## Abrufstatistik des Artikels
Am 9. März 2018 wurde dieser Artikel mit etwa 1.200 Lesern unerwartet häufig aufgerufen. Da Florentin Will während einer Live-Sendung des Internet-Senders Rocket Beans vom Konzept eines Wurmautomaten, sowie der Existenz eines Wikipedia-Artikels dazu begeistert war, forderte er die Live-Zuschauer auf, den Artikel zum "Artikel des Tages" zu machen, damit er auf der Startseite der Wikipedia zu sehen ist. Der Grund für dieses plötzliche Interesse war anfangs umstritten und führte zu einigen Spekulationen. Am 17. Januar 2021 war dieses Mysterium Teil eines Fragespiels des Radiosenders SWR3, woraufhin der Moderator Dennis Tinat zu erneuten Besuchen des Artikels aufrief, um den bisherigen ungeklärten Aufrufrekord durch einen erklärbaren zu überbieten. So gab es am 17. Januar 2021 4.059 Seitenaufrufe.